# Frontalia bredboana
Frontalia bredboana är en tvåvingeart som beskrevs av Paramonov 1958. Frontalia bredboana ingår i släktet Frontalia och familjen Pyrgotidae. Inga underarter finns listade i Catalogue of Life.